# カトゥチェ川
カトゥチェ川（カトゥチェかわ、Río Catuche）は、ベネズエラのカラカスを流れる川で、グアイレ川の支流である。首都地区リベルタドル市を流れる。

## 地理

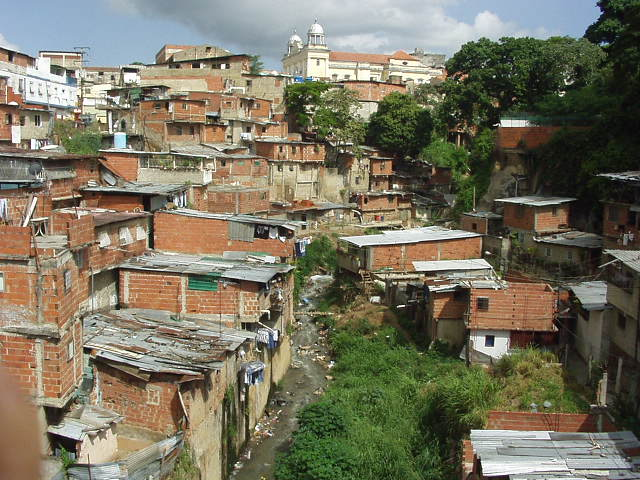
川沿いの家並み (2004年8月)

アビラ山に源を持つ。山を南に下って、カラカス盆地に入ると南東に向きを変え、グアイレ川に注ぐ。カラカス市の歴史的中心の北と西を通るが、随処で地下に潜るため、市の中心で目にできる場所は多くない。
2004年現在、盆地の北側では川沿いに人民居住区が形成され、貧しい家が建てられている。その一部は立地が低く、川に接し、水害に弱いとされている。

## 歴史
大都市化する前のカラカスの人々にとって、カトゥチェ川はもっとも身近な川であり、飲料水ももっぱらこの川に仰いでいた。